# Francis Glisson
Francis Glisson (Bristol, 1597. október 14. – London, 1677. október 16.) angol orvos, anatómus, reumatológus (mai kifejezéssel) és fizikus.

## Családja
Apja William Glisson bristoli illetőségű, anyja Maria Somerset. Felesége: Maria, Thomas Morgan lánya.

## Pályafutása
Glisson akadémiai karrierje Cambridge-hez kötődik. 1620-21-ben és 1624-ben különböző ifjúsági ösztöndíjakban részesült. 1625-26-ban az egyetem görög előadója, majd 1629-34-ben dékánja. 1634-ben megszerezte az orvosi diplomát is. A következő évben tisztségviselő lett a londoni Orvostudományi Egyetemen, később tagja lett a a Royal Society-nek, amely egy speciális kollégium volt. 1645-ben a kollégium megkezdte az orvosi jegyzetek cseréjét (ma azt mondanánk, hogy korszerűsítették a szakirodalmat).

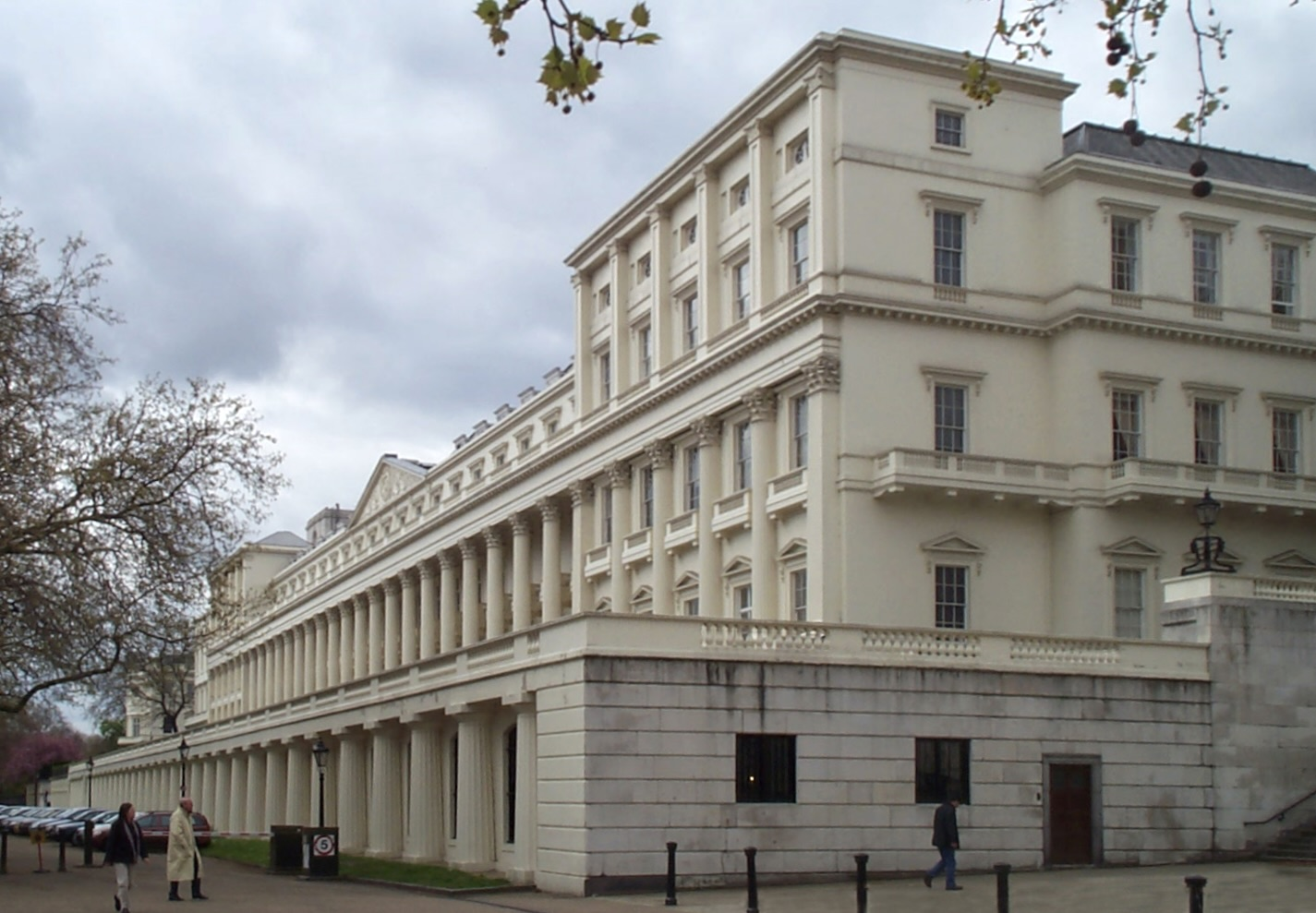
Royal Society of London

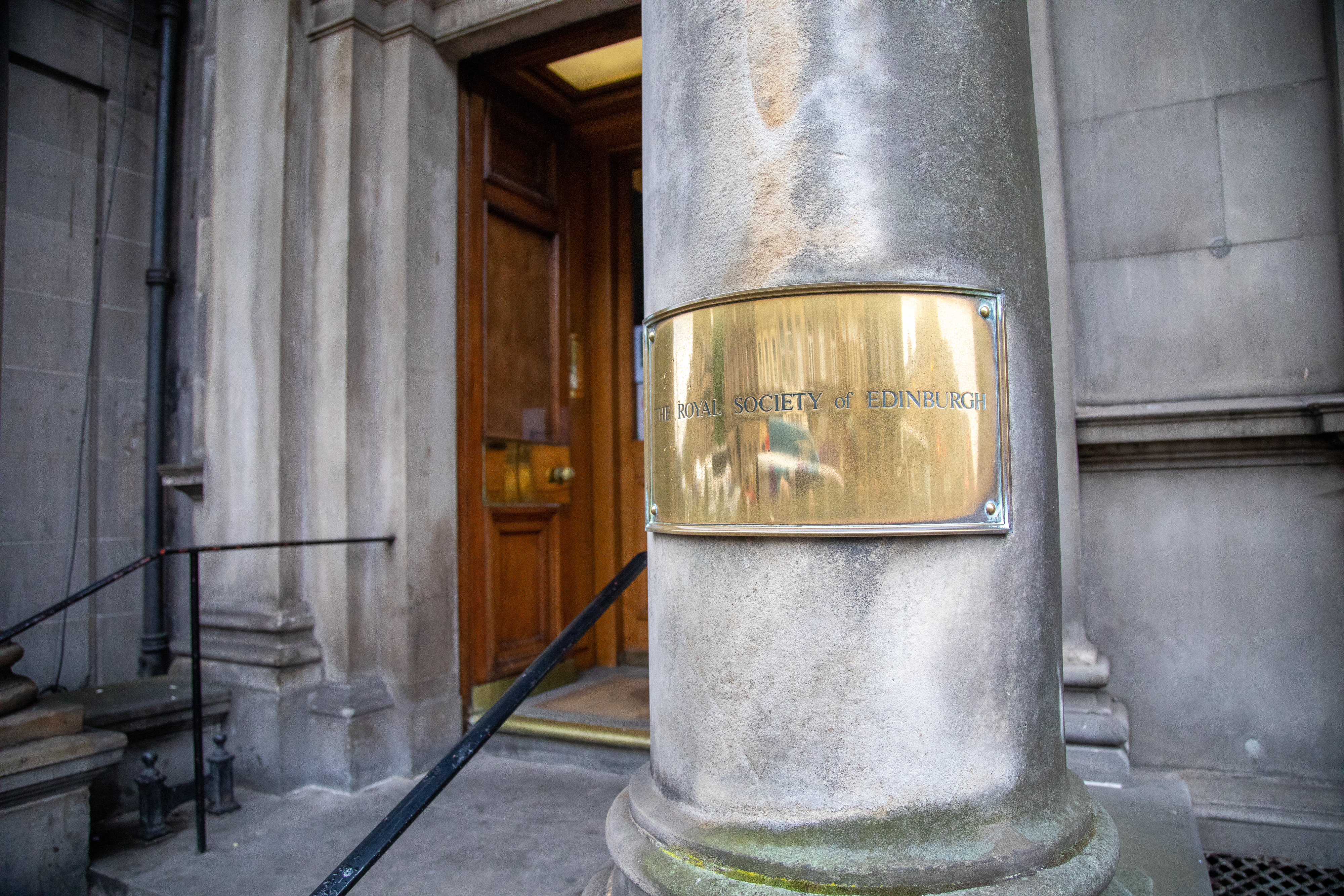
Royal Society of Edinburgh bejárat

## Művei
- De rachitide - [2] (1650)-több társszerzővel együtt, (Treatise of the Rickets: Being a Disease Common to Children (1668[3]) - Gyermekek közös betegsége más cím Tractatus de rachitide sive morbo puerilii [4] )
- Anatomia hepatis - A máj anatómiája (1654). Az ún. Glisson-kapszula. A sztróma egy szálas membrán vagy Glisson-kapszula, amely egy sűrű kötőszövetből, laza kötőszövetből áll, és behatol a parenchimába, elválasztja a lobulákat. Az idegek és az erek áthatják.[5] manapság Glisson-toknak nevezik. A belgyógyászati oktatásban a májról írt tanulmányai miatt tartják számon Glissont.
- Tractatus de ventriculo et intestinis   - [6] (1677)-átdolgozott kiadás (korábban 1672). Ebben a műben egy elméletet[7] dolgozott ki Glisson, amelynek lényege, hogy a bejutó táplálék (azaz anyag-beáramlás) emésztési, felszívódási ideje miatt a kémiai anyagok áramlása  nem elég gyors ahhoz a testben, hogy az agyban és a perifériákban lévő események egyidejűségét biztosítsák (itt lehet, hogy nemcsak az  idegi reakcióidőkre gondolt, hanem pl. a test váladékaira is illetve az emésztési végtermékekre is).Ehhez kapcsolódik egy kísérlet felidézése is, amely bizonyítani kívánta, hogy az izomösszehúzódás független bármely anyag-beáramlástól.Ez az elmélet filozófiai jellegű is, ma már elég nehezen érthető.[8]

"Az Anatomia hepatis és a Tractatus de ventriculo et intestinis együttesen az általános anatómia és az emésztő szervek anatómiája és fiziológiája monumentális munkája."

## Glisson-kezelés
Francis Glissonról elnevezett nyakhúzókészülék rendkívül hasznos bizonyos nyaki struktúrák tehermentesítésében, a panaszok enyhítésében. A húzatásos kezelés a csigolyák finom széthúzásával felszabadítja a becsípődött ideggyököt, helyrehúzza a kimozdult, beszorult csigolyát, feltölti a lelapult porckorongot, megszünteti a kisugárzó fájdalmat, zsibbadást, migrént, fülzúgást, szédülést és ellazítja az izmokat. A vertebrobasilaris szindrómában a nyaki gerinc pl. kopásos betegsége két artériát (a. vertebralis és a. basilaris) elnyomva, az egyensúlyozásért felelős kisagyi vérellátást akadályozva sok kellemetlenséget okoz: forgó szédülést, gyengeséget, fülzúgást, sípolást, lapocka magasságban gerinc mentén jelentkező fájdalmat a reggeli felkelést követően, vagy hirtelen, gyors fejfordításra. Glisson-féle húzatásban ahogy a gerinccsigolyák közötti rések tágításával az artériák felszabadulnak a nyomás alól, úgy a panaszok azonnal megszűnnek."  A reumatológiában és balesetek utókezelésében ma is számtalan nyújtásos kezelést alkalmaznak, amelyeket összefoglaló néven konzervatív kezelésnek neveznek.
Ide tartozik a nyaki gerinchez kapcsolódó mélyizmok kezelése is.

## Angolkór
Az első összefoglalót a hátgerincet sújtó angolkór elnevezésű megbetegedésről Francis Glisson alkotta meg Londonban kiadott művében. A szakmai kifejezést is ő használta így: rachtis (görög eredet), hátgerinc. Megállapította, hogy főként gyermekeknél jelentkezik a betegség, amelynek okára akkoriban még nem tudtak fényt deríteni. A D-vitamin hiányaként jelentkező angolkór (rachtitis) tüneteinek első összefoglalója 1651-ből az angol Francis Glisson (1597–1677) nevű orvostól származik, és az orvosi elnevezést is ő alkotta: rachtis (görög) = hátgerinc. Glisson a „Treatise of the Rickets: Being a Disease Common to Children” című, Londonban kiadott könyvében részletes leírást ad a főként gyerekeket sújtó angolkórról, természetesen nem ismerve még annak táplálkozási hiányosságokra visszavezethető okait.